# Franska Togoland
Franska Togoland (franska: Le Togoland français) var ett franskt mandatområde i Västafrika, som senare blev Togolesiska republiken.

## Historik

Franska Togoland i lila färg, Brittiska Togoland i ljusgrön färg.

Den 26 augusti 1914 anfölls Tyska Togoland av franska och brittiska soldater, och föll fem dagar senare efter svagt motstånd. Togoland delades upp i Franska och brittiska administrativa zoner 1916, och efter kriget delades Togoland formellt upp i brittiska och franska NF-mandatområden. 
Efter andra världskriget kom området under FN:s kontroll, fortfarande dock under fransk administration.
1955 blev Franska Togoland autonom republik inom Franska unionen, fortfarande under FN:s förvaltarskap. En folkvald lagstiftande församling styrde i lokala frågor. Förändringarna kom genom enkonstitution införd via en folkomröstning. Den 10 september blev Nicolas Grunitzky premiärminister i Autonoma republiken Togo. På grund av tveksamheter i folkomröstningen hölls dock oövervakade allmänna val 1958, som vanns av Sylvanus Olympio. Den 27 april 1960 bröt Togo sina konstitutionella band med Frankrike och FN:s förvaltarskap, och blev fullt självständigt under en provisorisk konstitution med Olympio som president.